# Anton von Klesheim
Anton von Klesheim, född den 9 februari 1812 i Peterwardein, död den 6 juli 1884 i Baden, var en österrikisk friherre och dialektskald, som skrev under pseudonymen Anton Platzer.
von Klesheim var en tid skådespelare vid folkteatrar i Pressburg och Budapest. Efter 1846 föreläste han på flera ställen sina dikter på wienmålet; till och med vid tyska hov blev det en modesak att höra honom. Han utgav Steyersche alpenblumen (1837), s’Schwarzblattl aus’n Weanerwald (4 band, 1843–66; 4:e upplagan 1881), Bildl in holzrahmen (1852), Mailüfterl (1853; 2:a upplagan 1858). von Klesheim var dessutom författare till barnkomedier.